# Robert Coleman Richardson

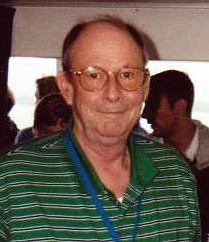
Robert C. Richardson

Robert Coleman Richardson (* 26. Juni 1937 in Washington, D.C.; † 19. Februar 2013 in Ithaca, New York) war ein US-amerikanischer Physiker. Zusammen mit David Morris Lee und Douglas Dean Osheroff erhielt er 1996 den Nobelpreis für Physik „für die Entdeckung der Suprafluidität in Helium-3 bei sehr tiefen Temperaturen“.

## Leben
Richardson absolvierte sein Studium am Virginia Polytechnic Institute und wurde 1966 an der Duke-Universität in Durham, North Carolina, promoviert. Als Postdoc war er von 1966 bis 1968 an der Cornell University tätig. 1968 wurde er Professor für Physik an der Hochschule, seit 1990 auch in der Funktion als Direktor des Laboratoriums für Atom- und Festkörperphysik.
In suprafluiden Flüssigkeiten verlieren die Atome ihre typisch zufällige Bewegung, sie orientieren sich koordiniert; dadurch verliert die Flüssigkeit innere Reibung und zeigt nichtklassische Effekte. Heute gehören die suprafluiden Phasen des Helium-3 zu den am genauesten untersuchten Zuständen der Materie.
Richardson war Mitglied des National Science Boards und des Executive Committees der National Science Foundation (NFS).
Er war verheiratet und Vater einer Tochter.

## Auszeichnungen (Auswahl)
- 1981: Oliver E. Buckley Condensed Matter Prize
- 1981: Fellow der American Association for the Advancement of Science
- 1983: Fellow der American Physical Society
- 1986: Fellow der National Academy of Sciences (NAS)
- 1995: Fellow der American Academy of Arts and Sciences
- 1996: Nobelpreis für Physik
- 2001: Mitglied der American Philosophical Society[1]